# Živana
Živana je žensko osebno ime.

## Izvor imena
Ime Živana je slovanskega izvora, je tvorjenka na -ana iz pridevnika živ,je različica imena Živko.

## Pogostost imena
Po podatkih Statističnega urada Republike Slovenije je bilo na dan 31. decembra 2007 v Sloveniji 112 oseb z imenom Živana.